# Уилсон, Чарлз Эрвин
Чарлз Эрвин Уилсон (англ. Charles Erwin Wilson, 18 июля, 1890 — 26 сентября, 1961) — американский инженер, бизнесмен и государственный деятель, Министр обороны США с 1953 по 1957 при президенте Эйзенхауэре. Один из первых представителей военно-промышленного комплекса США, непосредственно занимавших высокопоставленные правительственные должности.

## Биография
Родился в Городе Минерва, штат Огайо. Поступил в технологический институт Карнеги, четырёхлетний курс которого окончил за три года с отличной успеваемостью. В 1909 поступил на работу в Westinghouse Electric Company, где занимался производством электрического оборудования для автомобилей. Занимался производством умформеров и радиогенераторов для армии и флота.
В 1919 году перешёл на работу главным инженером в компанию Remy electric, дочернее предприятие General Motors, производившую системы зажигания для автомобилей. Стал президентом компании и руководил её слиянием в 1926 году с Delco. Был переведён в штаб-квартиру General Motors в Детройт и, поднимаясь по карьерной лестнице, в 1941 году стал президентом этой гигантской компании. Во время Второй мировой войны она произвела примерно четверть американских танков, бронеавтомобилей и авиадвигателей и половину пулемётов и карабинов. Также показал себя хорошим руководителем в отношениях с рабочими. Путём переговоров пришёл к миру с профсоюзами, договорившись о повышении зарплаты с инфляцией, премиях за повышение производительности труда и создании особого пенсионного фонда для работников компании.
В конце 1952 года Дуайт Эйзенхауэр предложил Уилсону занять пост Министра обороны США. Его назначение не прошло гладко. Перед утверждением в должности ему пришлось выступать перед специальной комиссией Сената США, который опасался, что он будет использовать свою должность на пользу компании. Под давлением комиссии Уилсону пришлось продать принадлежавшие ему акции General Motors на сумму 2.5 миллиона долларов. Когда на слушаниях ему задали вопрос, смог бы он принять решение, идущее против интересов General Motors, Уилсон ответил утвердительно, хотя сказал, что «многие годы я думал, что то, что хорошо для нашей страны, хорошо и для General Motors, и наоборот». Впоследствии эта фраза стала широко известна в сокращённом виде, несколько искажающем её смысл: То, что хорошо для General Motors — хорошо для всей страны. На посту министра обороны проводил политику усиления стратегических ядерных сил при сокращении армии. Продолжал реорганизацию министерства обороны, уточнение распределения полномочий между родами войск. Ушёл в отставку в 1957 году.
Умер в 1961 году.